# PRONACA
PRONACA (Procesadora Nacional de Alimentos C.A.) es una empresa ecuatoriana dedicada a la producción y distribución de productos alimenticios con oficina matriz en Ecuador fundada en el año 1979por el ecuatoriano Luis Bakkercomo la fusión de las empresas India, Inca e Indaves. Ocupa el cuarto puesto de ingresos de las industrias del Ecuador con 945 millones de dólares en el año 2014. Se ubica segunda en el índice de las 100 empresas del Ecuador publicado por la revista ecuatoriana Vistazo al año 2012

## Historia
La empresa ecuatoriana fue fundada en el año 1957 por Lodewijk Jan Bakker en la ciudad de Quito, en el año 1958. Lodewijk Jan Bakker junto con su hijo Luis J. Bakker comienzan a incursionar en la actividad avícola en el Ecuador, en la hacienda “La Estancia” ubicada en la provincia de Pichincha. En el año 1965 se funda la Incubadora Nacional Compañía Anónima (INCA). En 1974 se conforma la compañía Indaves con Harry Klein y otros socios.
Comunidades indígenas de la provincia de Santo Domingo de los Tsáchilas y otros grupos de sociedad civil han denunciado las actividades de PRONACA y los préstamos otorgados por instituciones financieras internacionales por sus consecuencias ambientales.

## Marcas
PRONACA produce y distribuye las siguientes marcas:
- Mr. Pollo
- Mr. Pavo.
- Mr. Chancho
- Mr. Cook
- Mr. Fish
- Pro-Can
- Pro-Cat
- Fritz
- Indaves
- Rendidor
- La Estancia
- Rubino
- Gustadina

## Sitios Externos
Página oficial de Pronaca
- Datos: Q20895600